# Ladakh törpehörcsög
A Ladakh törpehörcsög (Cricetulus alticola) az emlősök (Mammalia) osztályának rágcsálók (Rodentia) rendjébe, ezen belül a hörcsögfélék (Cricetidae) családjába tartozó rágcsálófaj.

## Előfordulása
A Ladakh törpehörcsög Kína, India és Nepál területén honos. Indiában a Dzsammu és Kasmír államban található meg. Nepál nyugati részén 4000 méteres tengerszint feletti magasságban is megtalálható. Kínában a Hszincsiang-Ujgur Autonóm Terület délnyugati részén és a Tibeti Autonóm Terület északnyugati részén, 3100-5200 méteres tengerszint fölötti magasságban lelhető fel.
Nem ismerjük az állomány nagyságát, de a hatalmas elterjedési területéről ítélve feltételezhetjük, hogy a Ladakh törpehörcsög nagy állománnyal bír.

## Megjelenése
Az állat fej-testhossza 10 centiméter, míg farokhossza 3-4 cm. A feje és nyaka halvány okkersárga, míg testének háti része valamivel sötétebb okkersárga. A hasi része és a lábai fehérek. A fülei jól elütnek a testszíntől, hiszen sötétebb barnák, világos peremmel; a fülek tövén fehér szőrzet látható. A farok kétszínű; a felső része sötét, míg a vége felé fehérré változik.

## Életmódja
Ez a kisemlős főleg a fenyvesekben és a nyírerdőkben él. Azonban még megtalálható a sivatagos sztyeppéken, a bozótosokban, a lápvidékeken és a magashegységi réteken is.

## Szaporodása
A szaporodási szokásait nem ismerjük. Az eddigi megfigyelések szerint 5-10 kölyök van egy alomban.